# Коморово (Вольштинський повіт)
Коморово (пол. Komorowo) — село в Польщі, у гміні Вольштин Вольштинського повіту Великопольського воєводства.